# تغذية الشاطئ

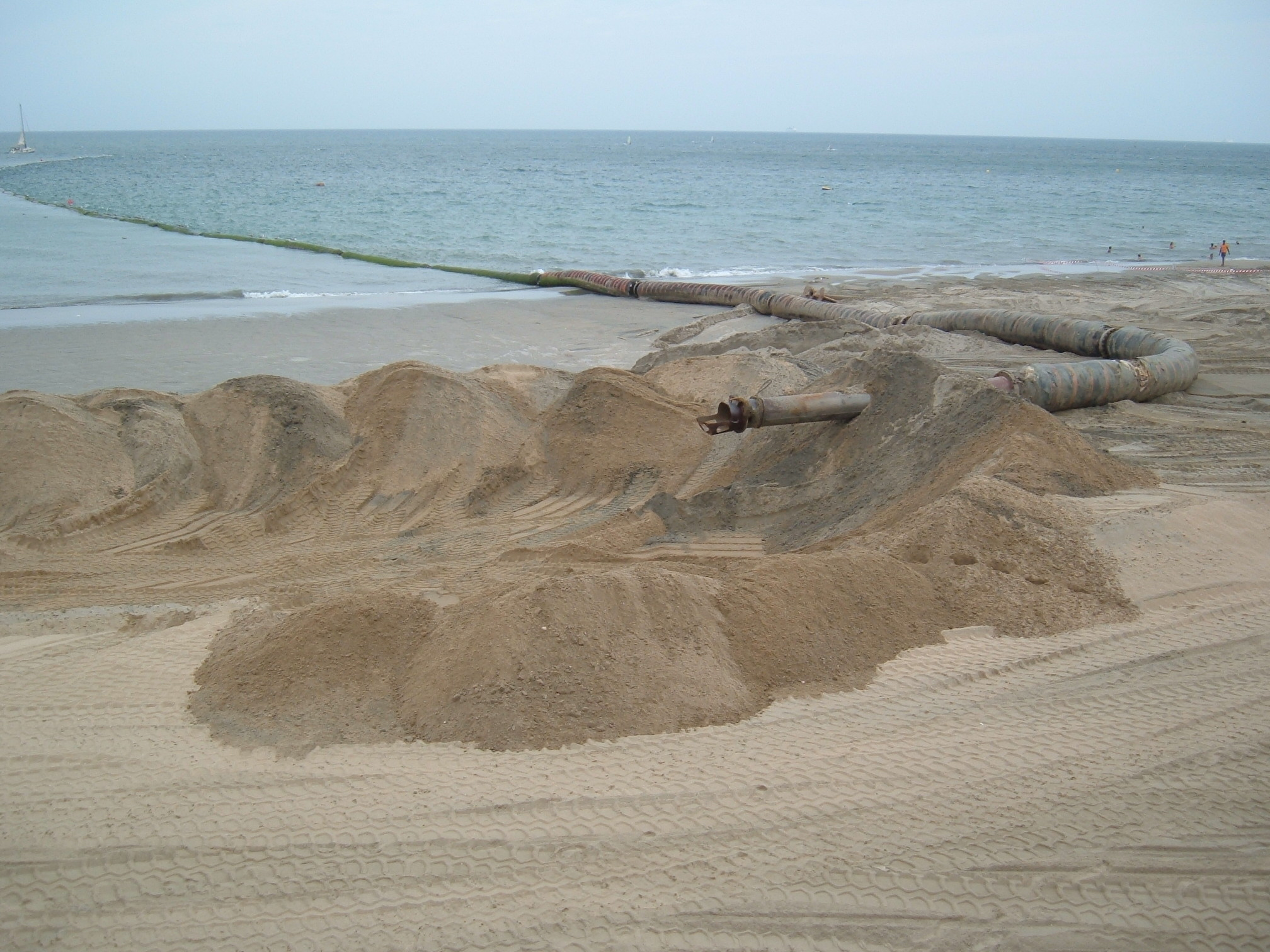
جهاز تغذية الشاطئ (لا يعمل حالياً) في برشلونة، إسبانيا

تغذية الشاطئ أو تجديده هو وضع الرمال الاصطناعي على الشاطئ المتآكل للحفاظ على كمية الرمال الموجودة في أساس الساحل ، وبهذه الطريقة للتعويض عن التعرية الطبيعية وحماية المنطقة بدرجة أكبر أو أقل من هبوب العواصف.
كان أول مشروع تغذية في الولايات المتحدة في كوني آيلاند ، نيويورك في عامي 1922 و 1923. وهو
الآن إجراء مشترك لحماية الشاطئ تستخدمه الهيئات العامة والخاصة.

## تاريخ
أول مشروع تغذية في الولايات المتحدة شيدت في كوني آيلاند ، نيويورك في 1922-1923.
قبل سبعينيات القرن الماضي ، كان الغذاء ينطوي على وضع الرمال مباشرة على الشاطئ والكثبان الرملية. ومنذ ذلك الحين ، تم تقديم المزيد من تغذية الشواطئ ، والتي تعتمد على قوى الرياح والأمواج والمد والجزر لتوزيع الرمال على طول الشاطئ وعلى الشواطئ والكثبان الرملية.
زاد عدد وحجم مشاريع التغذية بشكل كبير بسبب النمو السكاني والارتفاع النسبي المتوقع في مستوى سطح البحر.

## أنواع مناهج حماية السواحل
تتضمن الهندسة الساحلية لحماية السواحل ما يلي:
- الهندسة الناعمة: تغذية الشاطئ هي نوع من الأساليب اللينة. اكتسبت شعبية لأنها حافظت على موارد الشاطئ وتجنب الآثار السلبية للهياكل الصلبة. بدلاً من ذلك ، تخلق التغذية بنية "ناعمة" (أي غير دائمة) عن طريق إنشاء خزان رمل أكبر ، مما يدفع الخط الساحلي باتجاه البحر.
- الهندسة الصلبة: يمكن تسهيل تطور الشواطئ وتراكم الشواطئ من خلال الأنواع الأربعة الرئيسية للهياكل الهندسية الصلبة في الهندسة الساحلية ، وهي السور البحري ، أو إعادة التثبيت ، أو المنحدرات ، أو حاجز الأمواج. الهياكل الصلبة الأكثر شيوعًا هي الحوائط البحرية وسلسلة من "حواجز الأمواج الرأسية" (حاجز الأمواج المتصل بالشاطئ بواسطة groyne).
- تراجع مُدار ، يُترك الخط الساحلي ليتآكل ، بينما يتم نقل المباني والبنية التحتية إلى الداخل.